# Monmarvès
Monmarvès ist eine französische Gemeinde mit 61 Einwohnern (Stand 1. Januar 2022) im Département Dordogne in der Region Nouvelle-Aquitaine (vor 2016: Aquitanien). Sie gehört zum Arrondissement Bergerac und zum Kanton Sud-Bergeracois.
Der Name in der okzitanischen Sprache lautet Mont Marvès. Der erste Namensteil bedeutet „Anhöhe“, „Berg“, die Herkunft des zweiten Namensteils ist dagegen unbekannt. Er könnte auf den Namen einer Person zurückgehen, die mit „Marv-“ beginnt.

## Geographie
Monmarvès liegt ca. 20 km südöstlich von Bergerac im Gebiet Bergeracois der historischen Provinz Périgord an der südlichen Grenze zum benachbarten Département Lot-et-Garonne.
Umgeben wird Monmarvès von den Nachbargemeinden:
|           | Issigeac                                    |                         |
| Plaisance | Kompassrose, die auf Nachbargemeinden zeigt | Boisse                  |
|           | Saint-Quentin-du-Dropt (Lot-et-Garonne)     | Cavarc (Lot-et-Garonne) |

Monmarvès liegt im Einzugsgebiet des Flusses Garonne.
Die Nette, ein Nebenfluss der Bournègue, bewässert das Gebiet der Gemeinde zusammen mit ihrem Nebenfluss, dem Ruisseau du Grand Pigat, der in Monmarvès entspringt.

## Geschichte

### Toponymie
Toponyme und Erwähnungen von Monmarvès waren:
- Monmarvès (1298, Gewohnheitsrechte von Issigeac),
- Mons Mirvesius (1312, Schriftensammlung des Abbé de Lespine, Issigeac),
- Mons Marvesius (1365, Schriftensammlung des Abbé de Lespine, Kastellanei des Périgord),
- Montmarvey (1750, Karte von Cassini),
- Monmarvés (1793, Notice Communale),
- Monmarvès (1801, Bulletin des Lois),
- Mont-Marvès (1873, Dictionnaire topographique du département de la Dordogne).[3][4][5]

### Einwohnerentwicklung
Zu Beginn der Aufzeichnungen am Ende des 18. Jahrhunderts hatte die Größe der Gemeinde ihre Höchststände mit rund 180 Einwohnern. In der ersten Hälfte des 19. Jahrhunderts sank die Einwohnerzahl zunächst, konnte aber bis zur Mitte des gleichen Jahrhunderts nochmals auf einen relativen Höchststand von rund 170 Einwohnern steigen. In der Folgezeit begann eine lange Phase der Stagnation, bei der die Größe der Gemeinde bei kurzen Erholungsphasen bis zu den 1980er Jahren auf rund 40 Einwohner sank, bevor eine moderate Wachstumsphase einsetzte, die bis heute anhält.
| Jahr      | 1962 | 1968 | 1975 | 1982 | 1990 | 1999 | 2006 | 2010 | 2022 |
| --------- | ---- | ---- | ---- | ---- | ---- | ---- | ---- | ---- | ---- |
| Einwohner | 69   | 62   | 44   | 42   | 54   | 57   | 47   | 58   | 61   |

## Sehenswürdigkeiten

### Kirche Sainte-Marie
Die Gemeinde ist die einzige des Départements, die keine Kirche mehr besitzt. Die frühere Kirche wurde im 12. Jahrhundert errichtet und in den Hugenottenkriegen zerstört. Heute ist nur eine Ruine zu sehen mit der südlichen Hälfte der Apsis und den romanischen Wänden des Langhauses.

### Schloss Gauthié
Die unterschiedlichen Teile des Schlosses datieren aus dem 15. 17. und 19. Jahrhundert. Es wurde nach der Tradition des Périgord restauriert und befindet sich inmitten eines acht Hektar großen Parks mit hundertjährigen Bäumen. Zur Schlossanlage, die heute Gästezimmer anbietet, gehört ein Garten, ein Rosengarten und ein Teich.

## Wirtschaft und Infrastruktur
Ackerbau, Weinbau und Tourismus sind die wichtigsten Wirtschaftsfaktoren der Gemeinde.
Mescoules liegt in den Zonen AOC des Bergerac mit den Appellationen Bergerac (blanc, rosé, rouge) und Côtes de Bergerac (blanc, rouge).

### Sport und Freizeit
Der Rundweg Boucle de la Nette - Monmarvès besitzt eine Länge von 6,5 km bei einem Höhenunterschied von 71 m. Er führt zu Fuß oder mit dem Fahrrad vom Zentrum der Gemeinde zum Flusslauf der Nette und ihrem Stausee. Der Weg führt auch am Menhir der Nachbargemeinde Boisse, an Taubenschlägen und am Turm einer ehemaligen Windmühle vorbei, die einst die Windkraft an ihrem Standort auf dem Kamm eines Hügels nutzte, um Getreidemehl zu produzieren.

### Verkehr
Die Route départementale 21 durchquert das Gebiet der Gemeinde von Nord nach Süd. Sie verbindet Monmarvès im Norden mit Issigeac, dem Hauptort des ehemaligen Kantons, im Süden mit Castillonnès im benachbarten Département Lot-et-Garonne auf der Verkehrsachse Bergerac–Agen.